# そり舌側面はじき音
そり舌側面はじき音（そりした そくめん はじきおん）とは、側面はじき音の一種であり国際音声記号は[𝼈]だが、[ɭ̆]も使われる。
そり舌側面はじき音は異音として発音されることが多い。

## 特徴
- 気流の起こし手 - 肺臓からの呼気。
- 発声 - 声帯の振動を伴う有声音。
- 調音
  - 調音位置 - 持ち上げられた舌尖と歯茎後部によるそり舌音。
  - 調音方法
    - 口腔内の気流 - 舌の脇を気流が通る側面音。
    - 調音器官の接近度 - 瞬間的な閉鎖を一回だけ作るはじき音。
    - 口蓋帆の位置 - 口蓋帆を持ち上げて鼻腔への通路を塞いだ口音。

## 言語例
- イワイジャ語:[ŋa𝼈uli] 私の足
- タミル語: குளி[ˈku𝼈i] 入浴
- テルグ語: పెళ్ళి[ˈpe𝼈i] 結婚
- パシュトー語: ړوند[𝼈und] 盲目